# Santa Maria dos Olivais (Tomar)
Santa Maria dos Olivais ist ein Ort und eine ehemalige Gemeinde (Freguesia) im portugiesischen Kreis Tomar. Die Gemeinde hatte 12.845 Einwohner (Stand 30. Juni 2011).
Am 29. September 2013 wurden die Gemeinden Santa Maria dos Olivais und Tomar (São João Baptista) zur neuen Gemeinde União das Freguesias de Tomar (São João Baptista) e Santa Maria dos Olivais zusammengeschlossen. Santa Maria dos Olivais ist Sitz dieser neu gebildeten Gemeinde.